# Bad Essen
Bad Essen è un comune di 15 982 abitanti, della Bassa Sassonia, in Germania.
Appartiene al circondario (Landkreis) di Osnabrück.